# 縹
縹（はなだ）もしくは縹色（花田色、はなだいろ）とは、明度が高い薄青色のこと。後漢時代の辞典によると「縹」は「漂」（薄青色）と同義であるとある。花色、月草色、千草色、露草色などの別名があり、これら全てがツユクサを表している（ただし千草色（千種色）という別の色も存在する）。とくに露草色（月草色、千草色）および花色については後述する。

## 縹色
本来、露草の花弁から搾り取った汁を染料として染めていた色を指すが、この青は非常に褪せ易く水に遭うと消えてしまうので、普通ははるかに堅牢な藍で染めた色を指し、古くは青色系統一般の総括的な呼称として用いられたようだ。ただしツユクサ（ボウシバナ）の栽培種であるオオボウシバナは未だに友禅などの下絵作業に利用されている。
古事記伝に仁徳天皇からの使者が皇后に拒絶され、使命を果たそうと地下で嘆願し続けたために、水溜りに漬かった衣服から青色が流れ出した。という逸話があるが、下級官人であった使者はこのような脆弱な染色を用いていたのであろう。時代が下ってからも宮中の儀式では、儀式に伺候する舎人に古式に則って、山藍や露草を摺り付けた衣を着せた事もあったらしい。
一方で、冠位十二階制などの古代の服制で使われた縹は当然堅牢な藍染であった。こちらは逆に移ろいにくく、該当する官位を持つ官吏の通常の制服として使われた。
平安時代にもなると染色素材としては衣装を染める用途にはほとんど用いられなくなったようだが、花色といえば移ろい易いことの代名詞であった。枕草子に「移ろひやすなるこそ、うたてあれ」と嘆かれている儚い色は露草の青である。
それより後は露草での染色はわずかに下絵作業に見られるにとどまり、江戸時代に衣装の裏地に良く見られた花色木綿というのも、色あせにくい藍染の実用的な布の事を指す。
位階において六位層は位袍の色が縹であったため、貴族や公家の家政機関に勤仕する侍（ほぼ六位層に固定）は青侍と呼ばれた。

## 深縹・中縹・次縹・浅縹・白縹
平安時代中期に編纂された、宮中の格式を記した法典『延喜式』の中に縹色についての記述がある。そこでは縹色を4段階に、すなわち濃いものから薄いものへ深縹（紺、ふかきはなだ、こきはなだ）・中縹（なかのはなだ、なかはなだ）・次縹（つぎのはなだ、つぐはなだ）・浅縹（あさきはなだ、あさはなだ）に分けたものが示されている。深縹は黒味を帯びるほど濃く染め上げた藍染である。ふつう縹色といわれるものは、これらのうち中縹に該当する。
さらに、同じく『延喜式』に、浅縹よりも淡く染めたものとして白縹（しろきはなだ、しろはなだ）が挙げられている。

## 薄縹
浅縹・白縹とは別に、薄縹（うすはなだ）という色名も見られる。
やや灰色みを帯びた淡い青色である。

## 露草色・花色
露草本来の色である露草色（つゆくさいろ）も色名として定義されている。

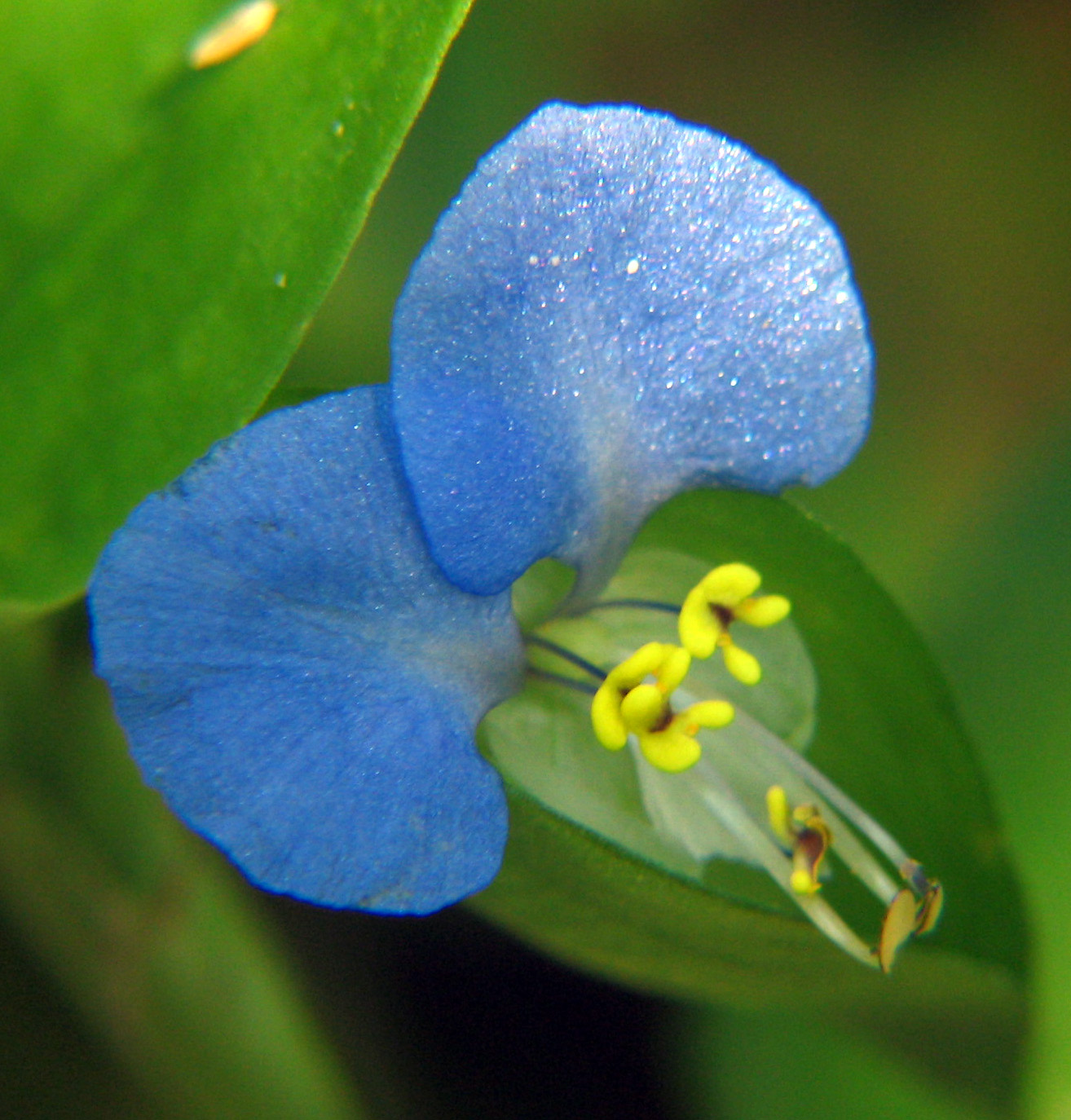
ツユクサの花

本来は縹色と同義であるはずだが、縹色がより一般的に青色系統の呼称とされたために、現在では露草色はより淡く鮮やかな青色となっている。千草・月草も露草の別名であることから、千草色（ちぐさいろ）あるいは月草色（つきくさいろ）もこちらの色をさすと考えたほうが自然である。
花色（はないろ）もまた縹色および露草色と同じ由来を持つ。花色という名前はもともと縹色の別表記「花田色」が省略されたものであり、花はツユクサを示す。すなわち本来はツユクサの花の色を表しており、縹色とまったく同じ色を表していたと思われる。現在でも縹色と同一視する場合もあるが、時代を経るなかで縹色よりもやや紫みの強い色をさすことが多くなった。江戸時代に着物の裏地として用いられた木綿の藍染のことを一般に花色と称しており、用途によって色名が区別されていったことが考えられる。
ただし、本来の定義を離れて花色という用語自体はさらに広く用いられる。強い赤みの色から淡いピンク、あるいは黄色系統など、およそ花の色に存在しうる色ならば使用される可能性がある。これは単に「花の色」という意味に用いられるからであり、また日本人にとって花というと桜が連想されるように、青色の花という存在があまり一般的でない事情にもよる。

## 縹色・露草色・花色に関する事項
- 落語の噺の中に「花色木綿」（あるいは「出来心」）というものがある。ここでは、着物の裏地に花色が一般的に用いられていたことが題材として取り上げられている。